# Zemst

Zemsts vapen

Zemsts läge inom provinsen Vlaams-Brabant

Zemst är en kommun i provinsen Vlaams-Brabant i regionen Flandern i Belgien. Zemst hade 21 700 invånare per 1 januari 2008.